# SCTV01C
SCTV01C — кандидат на вакцину проти COVID-19, розроблений китайською компанією «Sinocelltech».

## Клінічні дослідження
Клінічне дослідження вакцини «SCTV01C», яке є рандомізованим подвійним сліпим плацебо-контрольованим клінічним дослідженням Ⅰ—Ⅱ фази, спрямоване на оцінку безпеки, переносимості та імуногенності експериментальної вакцини у здорових дорослих віком від 18 років, які раніше не були вакциновані, розпочалося 1 грудня 2021 року. Експериментальна вакцина та ад'ювант (один плацебо) були вироблені компанією «Sinocelltech», а фізіологічний розчин (інший плацебо) закуплений в іншої компанії. Загалом участь у дослідженні взяли 752 добровольці, з яких 112 у Ⅰ фазі та 640 у Ⅱ фазі. У дослідженні застосовувались 2 рівні дозування (20 мкг і 40 мкг) і дві вікові групи (18—59 років і ≥ 60 років), як у І фазі, так і у Ⅱ фазі. Усі учасники отримали дві дози експериментальної вакцини (20 мкг або 40 мкг) або плацебо (ад'ювант або фізіологічний розчин) за у перший та на 28 день дослідження. Орієнтовною датою первинного завершення та публікації результатів дослідження названо 1 червня 2023 року.